# La Reine de l'argent
Pour plus de détails, voir Fiche technique et Distribution.
La Reine de l'argent (Silver Queen) est un film américain réalisé par Lloyd Bacon, sorti en 1942.

## Synopsis
En 1873 à New York, le joueur professionnel James Kincaid tombe amoureux de Coralie, fille de l'homme d'affaires Stephen Adams, que courtise également le riche Gerald Forsythe. Après la mort de son père, ruiné par un krach boursier et le jeu, Coralie disparaît alors qu'elle est assaillie par les créanciers. James la retrouve en 1877 à San Francisco, où elle est devenue la propriétaire d'un casino, connue sous le surnom de La Reine de l'argent...

## Fiche technique
(sources : voir liens externes)
- Titre : La Reine de l'argent
- Titre original : Silver Queen
- Réalisation : Lloyd Bacon
- Scénario : Cecile Kramer et Bernard Schubert, d'après une histoire de Forrest Halsey (en) et William Allen Johnston
- Musique : Victor Young
- Musique additionnelle : Leigh Harline
- Directeur de la photographie : Russell Harlan
- Direction artistique : Ralph Berger (en)
- Décors de plateau : Emile Kuri
- Costumes : Earl Moser
- Montage : Sherman A. Rose et Carrol Lewis (associé)
- Producteurs : Harry Sherman et Lewis J. Rachmil (associé)
- Pays de production :  États-Unis
- Société de production : Harry Sherman Productions
- Société de distribution : United Artists
- Genre : Film d'aventure / Western
- Format : Noir et blanc
- Durée : 80 minutes
- Dates de sortie :
  - États-Unis : 13 novembre 1942
  - France : 15 octobre 1948

## Distribution
- George Brent : James Kincaid
- Priscilla Lane : Coralie Adams
- Bruce Cabot : Gerald Forsythe
- Guinn 'Big Boy' Williams : Blackie
- Eugene Pallette : Stephen Adams, le père de Coralie
- Lynne Overman : Hector Bailey
- Eleanor Stewart (en) : Millicent Bailey
- Janet Beecher : Mme Laura Forsythe, la mère de Gerald
- Frederick Burton : Dr Hartley
- Spencer Charters : Dr Stonebraker
- Georges Renavent : Andres
- Marietta Canty : Ruby
- Sam McDaniels : Toby
- Herbert Rawlinson : le juge
- Arthur Hunnicutt : Brett, l'éditeur du journal
- Roy Barcroft : Dan Carson
- Cy Kendall : le shérif
- Francis X. Bushman : un créancier
- Franklyn Farnum : un créancier
- George Eldredge (en) : un résident de l'hôtel
- Jason Robards Sr. (non crédité) : le caissier de la banque

## Distinctions
- Deux propositions aux Oscars en 1943 :
  - Meilleure musique de film, pour Victor Young ;
  - Meilleure direction artistique, catégorie noir et blanc, pour Ralph Berger (en) et Emile Kuri.